# 能高神社
能高神社為台灣日治時期1940年設立於臺中州能高郡埔里街虎子山的神社，其前身為1927年設立於虎子山頂的能高社。能高神社原址位於南投縣埔里鎮埔里高工的活動中心處，二戰後一度被改為埔里農業職業學校的「中山紀念堂」，後被拆除。
此外二次大戰後，能高神社有一部份的石燈籠與狛犬由許清和遷到埔里醒靈寺安置。

## 沿革

### 能高社

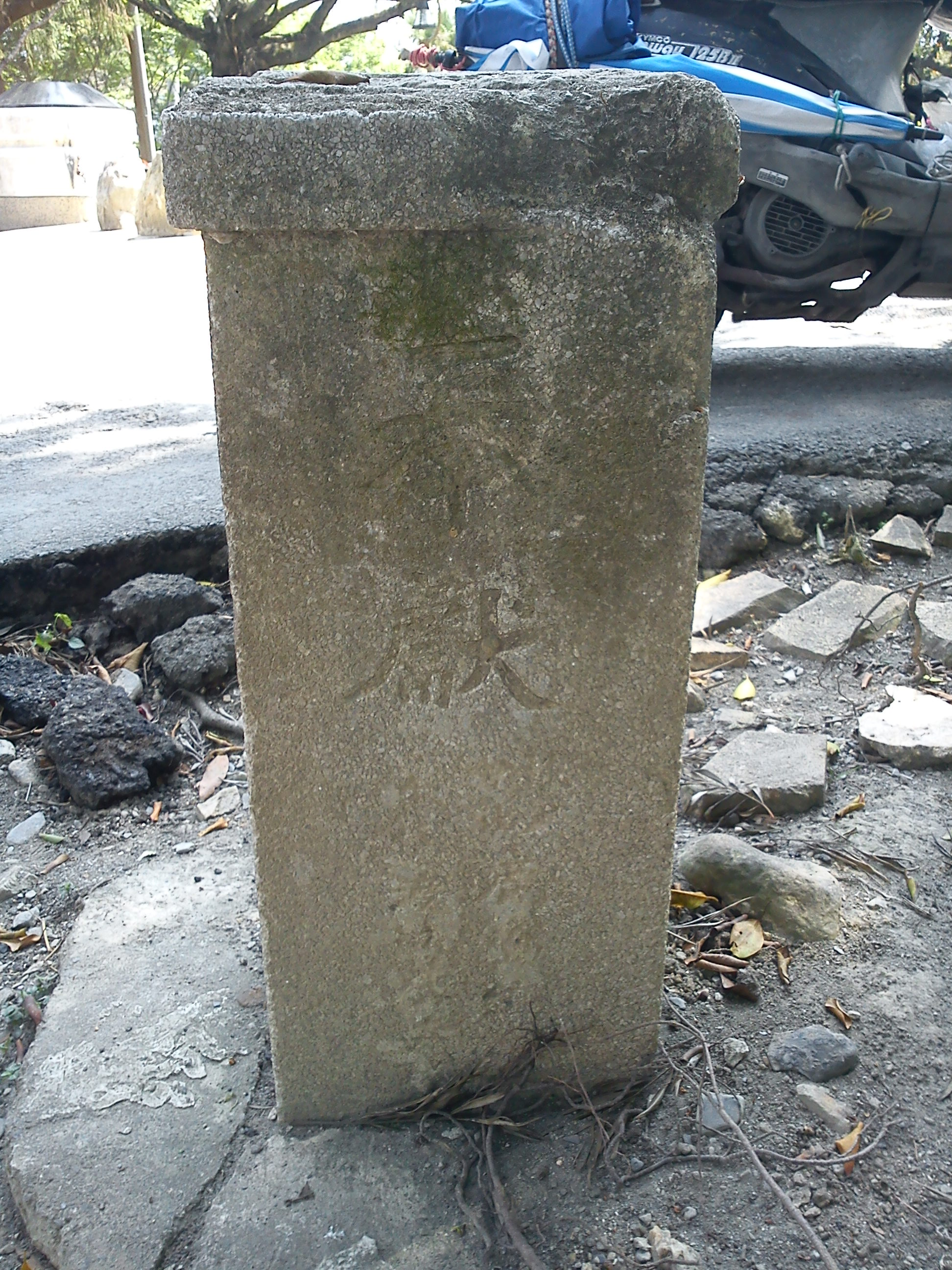
能高社石燈籠殘跡
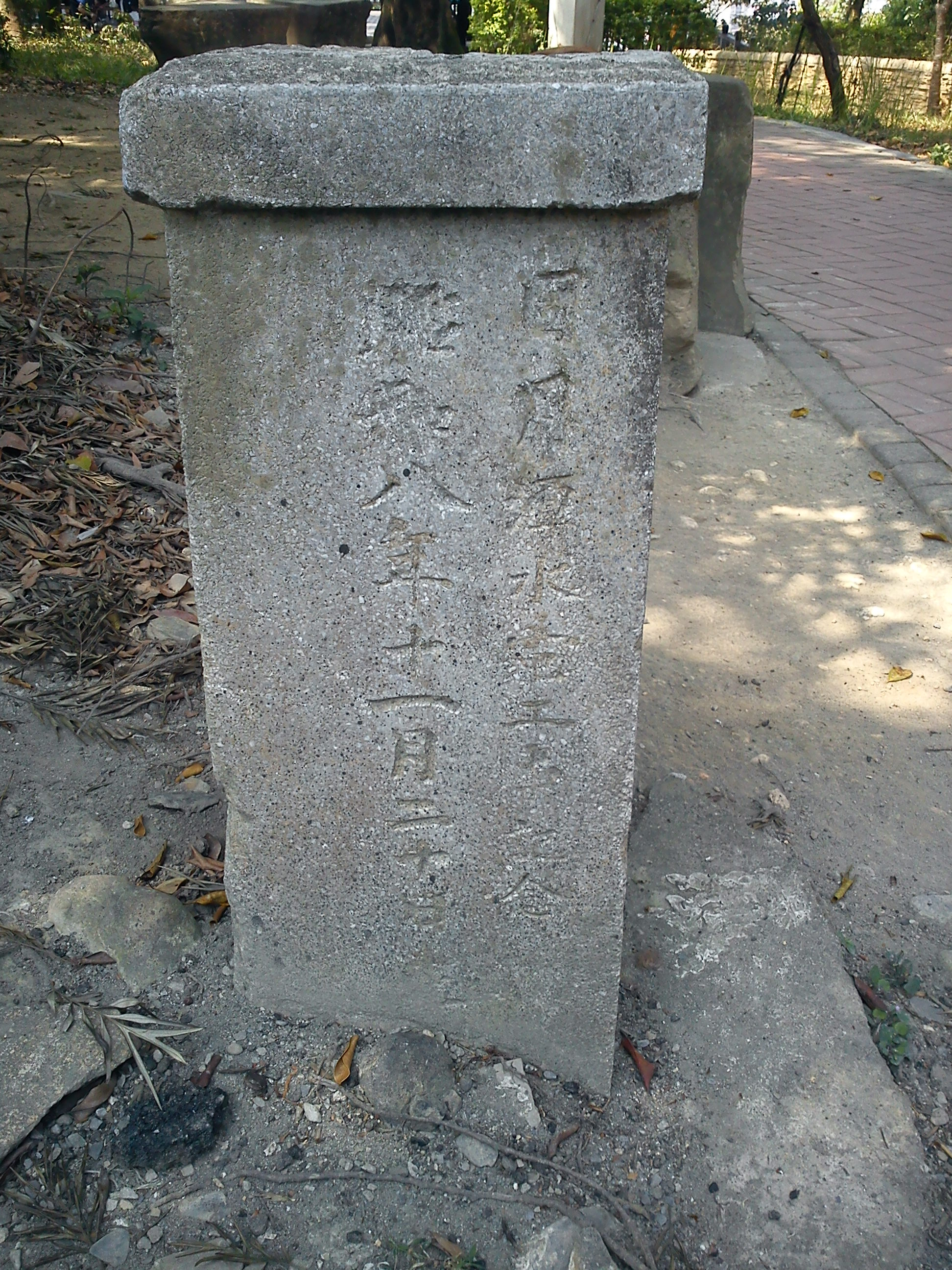
能高社石燈籠殘跡
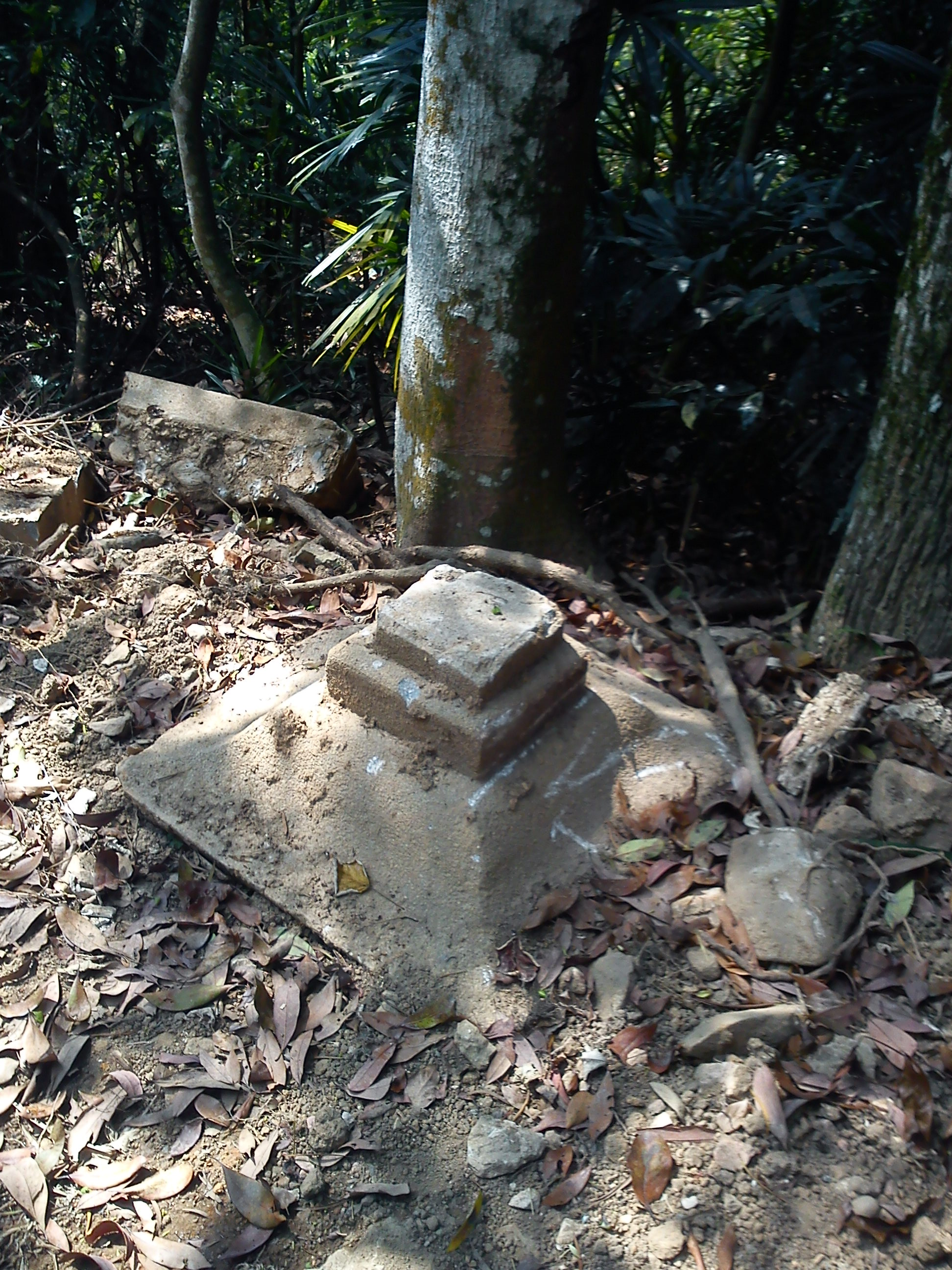
能高社石燈籠殘跡

埔里街最早由官方興建的神社為「能高社」，能高社的建立最初是由初代埔里街長杉山昌作和陳阿貴於1920年向臺灣總督府申請借用虎頭山之土地，以設立能高社和遊園地。但因杉山昌作於1923年移居蕃地，陳阿貴於1924年去世，土地便交還國有。1925年9月9日能高社的設立通過，同年9月24日取得募款許可。募款活動由埔里煙草賣捌人坂元軍二等3人發起，預定募款額為1500圓。之後由後任埔里街長兒玉達吉申請能高社用地獲准，而能高社在1927年3月17日鎮座啟用，社域面積1,136坪，參道兩側有20座石燈籠。能高社位於可俯瞰埔里市區的虎頭山頂，周圍樹木茂密適合作為神域，且又位於台灣的地理中心位置。

### 能高神社
1936年10月4日，能高郡下街庄協議會討論皇紀2600年紀念事業。因能高社的規模不大，會中決定將把能高社擴建成「能高神社」一事做為紀念事業。隨後組成「能高神社造營委員會」，並由能高郡守釜田喜太郎任委員長，發起五萬圓的神社設立捐款。最初計畫是在能高社原址上動工，然而後來能高神社造營的評議員對於能高神社的基地位置有諸多意見，1937年5月29日開會後決定請總督府派專家提供意見。事後臺灣總督府於該年6月26日派總督府文教局社會課的加村政治來勘查能高神社基地，7月18日開會後確定將能高神社設在虎頭山腳下。同年10月11日，土地買賣移轉完成。1938年3月31日，信徒代表大塚久義（新任能高郡守）等60人聯署向臺灣總督府提出能高神社建立許可，並在同年7月20日通過。1938年5月，在能高郡役所會議室召開了能高神社的建設評議會，為了擴大能高神社的規模，預算由五萬圓增加至六萬圓。9月19日，與臺中市的堀土三郎簽約，以41137圓建造神社。1939年1月27日，能高神社舉行地鎮祭動工，但在神社興建期間，因戰事導致物價上升，使能高神社的建設費用增為86,100圓，遂提出「寄付金追加募集」的申請（9月30日通過）。6月13日，舉行上棟祭，之後本殿、拜殿完工在8月14日完工。
能高神社於1940年10月6日舉行鎮座祭啟用，並在隔日舉行臨時奉幣祭。1944年9月21日，能高神社的社格從無格社升格為「鄉社」。

## 社掌
| 姓名       | 任期                | 備註                     |
| ---------- | ------------------- | ------------------------ |
| 種子田千春 | 1940年10月6日       | 由豐原神社社掌兼任       |
| 神奴彥三   | 1940年11月1日至終戰 | 於1944年兼任魚池神社社掌 |

## 建築
能高神社的社域面積達13,500多坪，設施包含本殿、祝詞殿、祭器庫、御神庫、拜殿、神饌所、鳥居2座、社務所，及附屬設施包含玉垣、手水舍、社掌宿舍、休憩所等設施。能高神社完工後，能高社則變為能高神社的攝社。

## 圖片

### 能高社
- 能高社石燈籠殘跡
- 能高社石燈籠殘跡
- 能高社石燈籠殘跡

### 能高神社

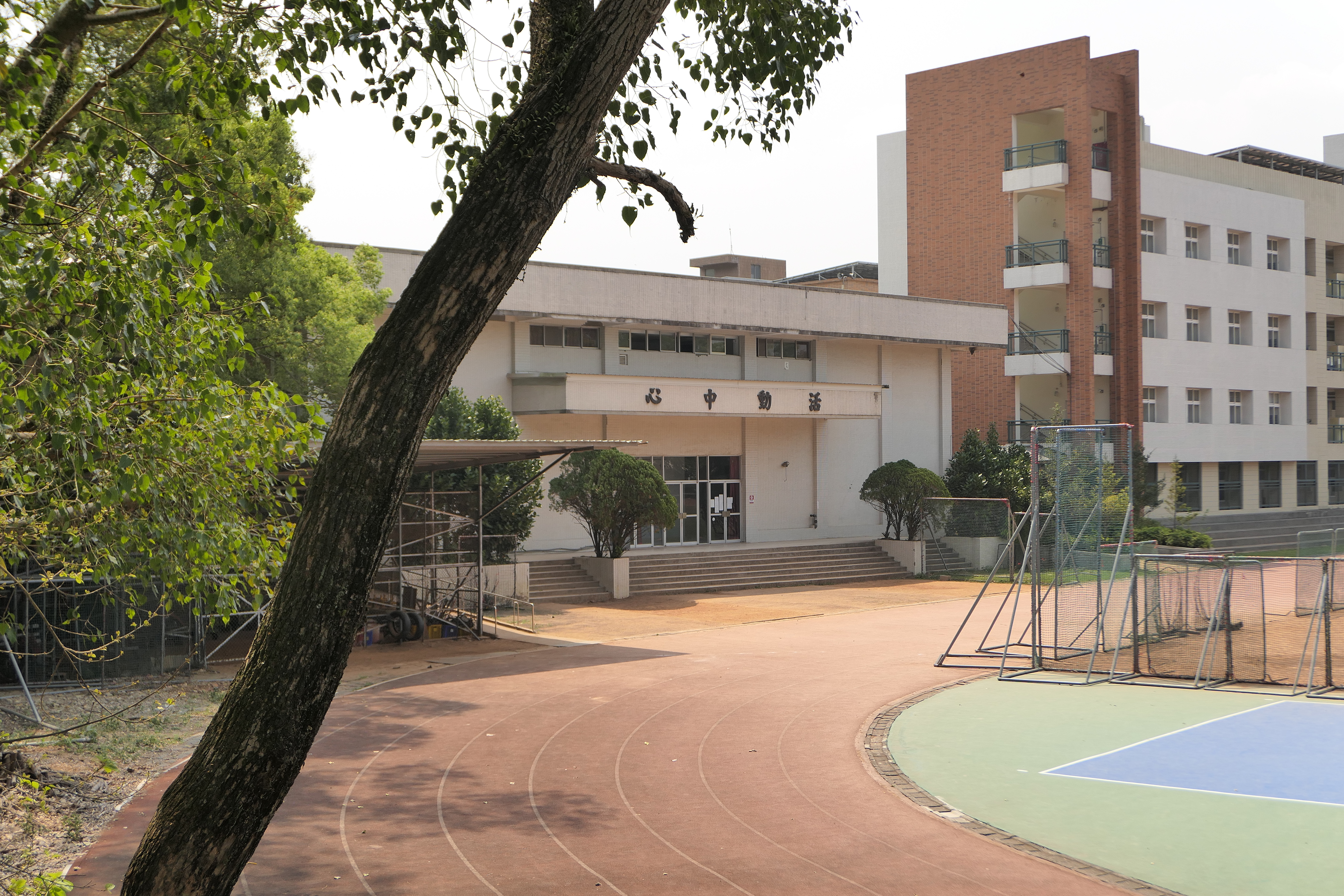
能高神社原址上所建的埔里高工活動中心
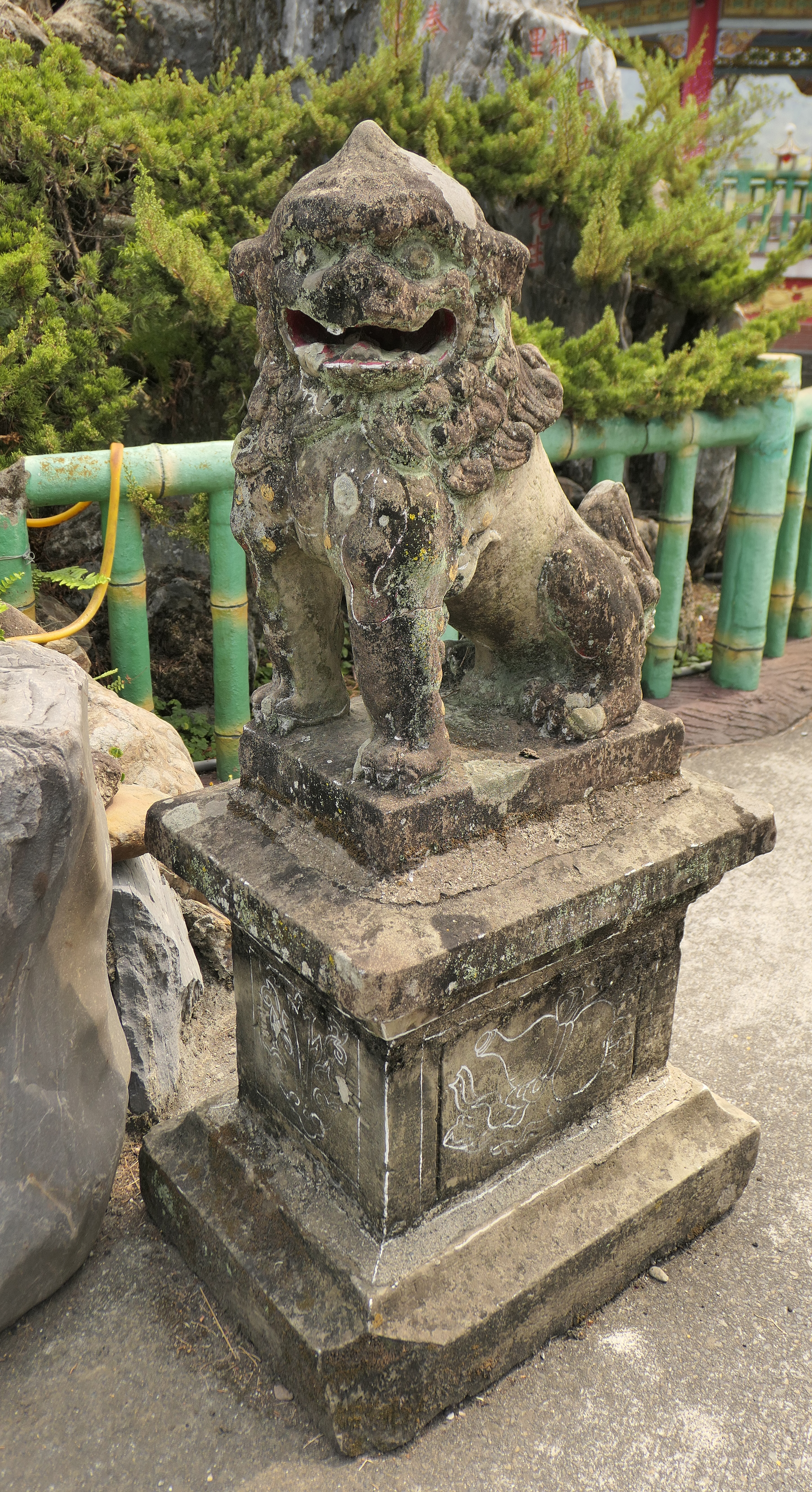
能高神社阿形狛犬
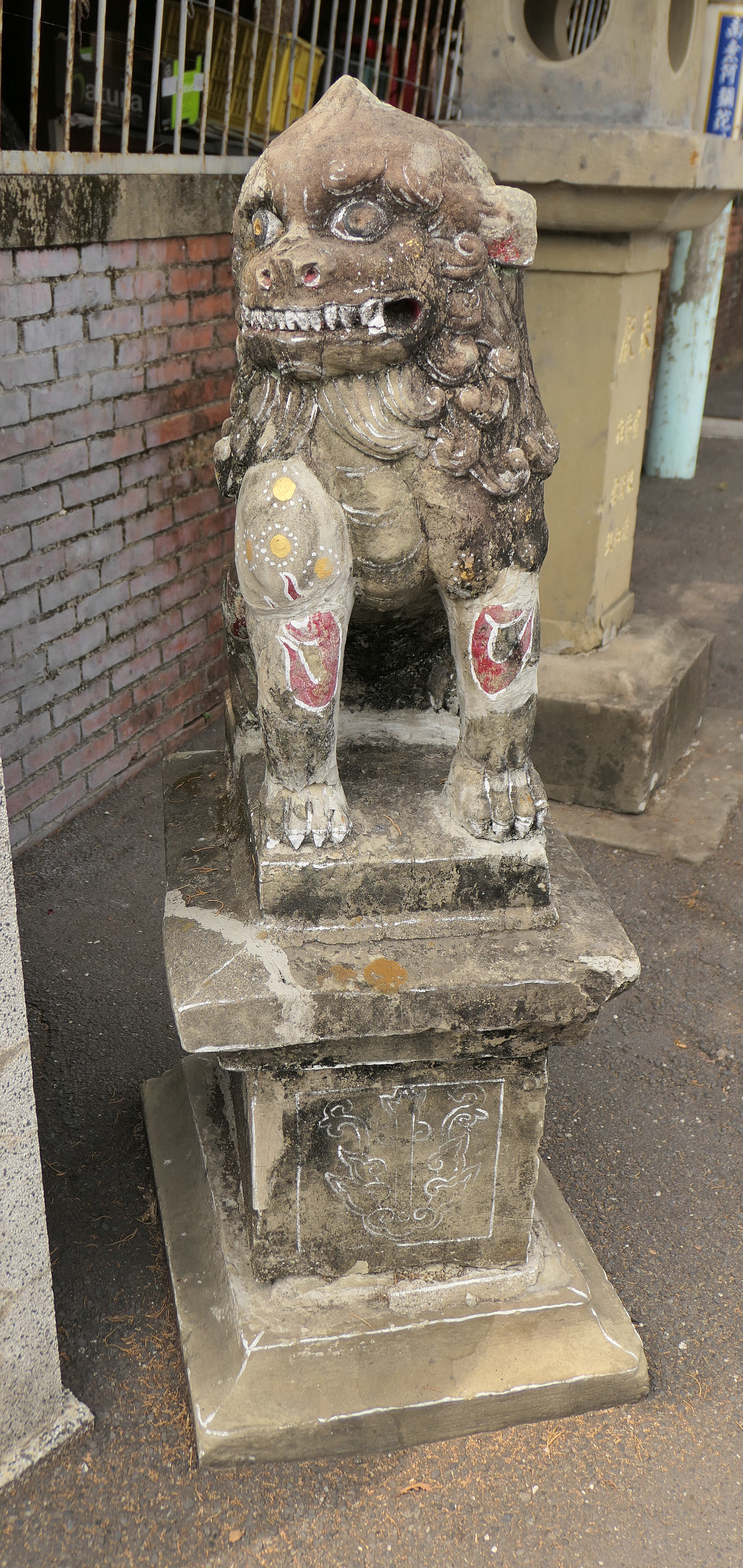
能高神社吽形狛犬
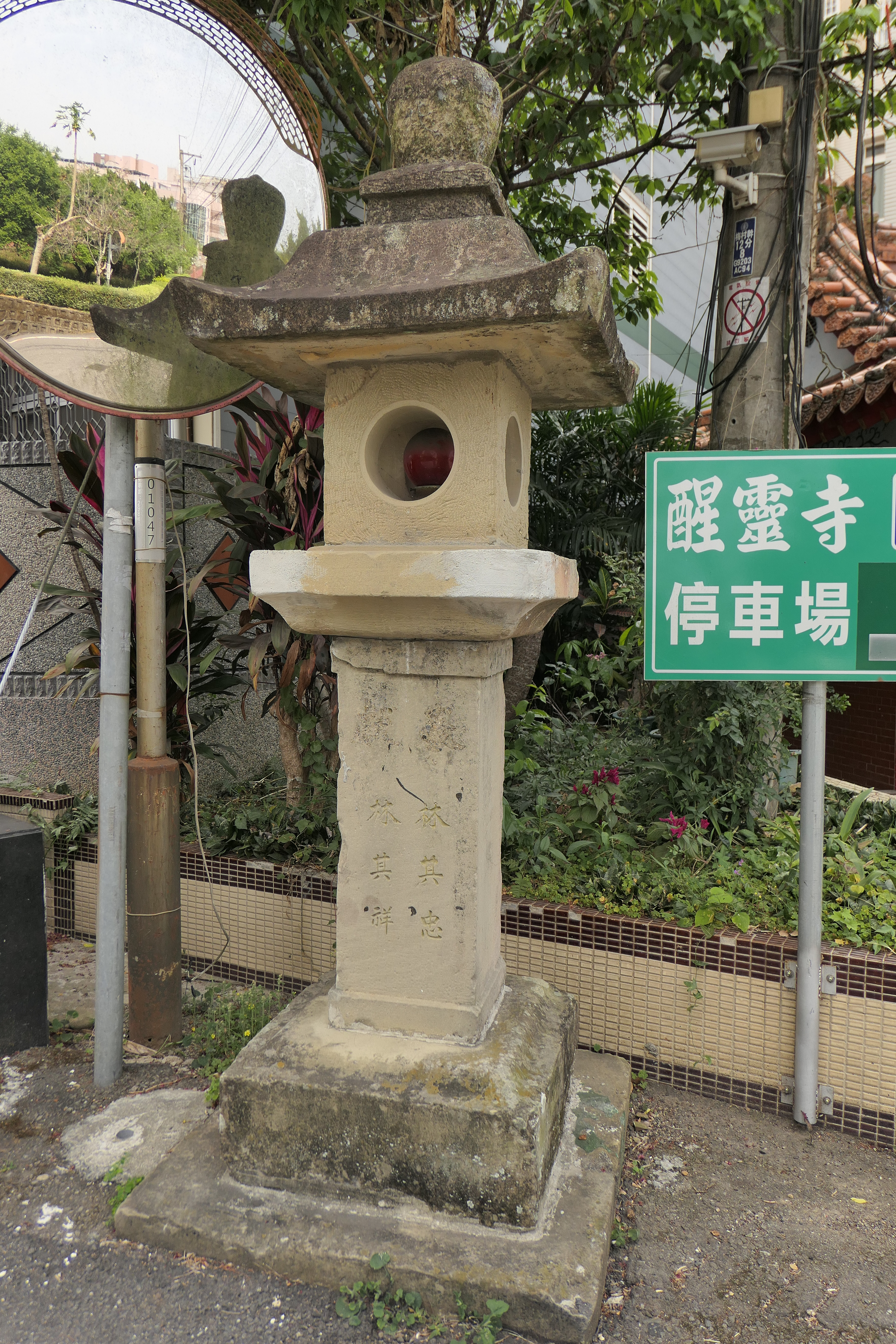
能高神社石燈籠